# Bahnbetriebswerk Hamburg-Wilhelmsburg
Das Bahnbetriebswerk Hamburg-Wilhelmsburg (Bw Hmb-Wilh) wurde 1892 erbaut, 20 Jahre nach dem Bau des Bahnhofes Hamburg-Wilhelmsburg. Das Bw befand sich im ehemaligen Rangierbahnhof Hamburg-Wilhelmsburg, der mit der Inbetriebnahme des Rangierbahnhofes in Maschen in den Jahren 1977 bis 1980 seine Aufgabe verlor.
Östlich verlaufen die Bahnstrecke Wanne-Eickel–Hamburg, die Güterstrecke Buchholz–Hamburg-Allermöhe und die S-Bahn-Strecke Hamburg Hbf–Hamburg-Neugraben. Südlich des ehemaligen Bahnbetriebswerks liegt der S-Bahnhof Wilhelmsburg. Westlich liegt parallel zum Bw die Rubbertstraße und seit 2019 die Wilhelmsburger Reichsstraße (Bundesstraße 75).

## Geschichte
Nach der Inbetriebnahme 1893 waren im Bw Hamburg-Wilhelmsburg u. a. Dampflokomotiven der Baureihen 50, 82, 87, 93, 94 und später Triebwagen der Bauart VT 98 beheimatet. Auflösung am 26. Mai 1990 als letzter Bw-Stützpunkt der DB.

## Das Eisenbahnmuseum von 1981 bis zum 15. Oktober 1994
Das einzige Eisenbahnmuseum Hamburgs wurde 1981 eröffnet. Ab diesem Zeitpunkt wurde im Betriebswerk die Sammlung der historischen Triebfahrzeuge des Vereins Freunde der Eisenbahn (FDE) untergebracht. Der FDE kaufte Lokomotiven und bekam dazu von der Deutschen Bundesbahn Lokomotiven als Leihgabe.
Am 15. Oktober 1994 brannten Eisenbahnmuseum, der Lokschuppen und die Sammlung der historischen Fahrzeuge durch Brandstiftung fast komplett ab.
Die Deutsche Bahn wollte ursprünglich den Wiederaufbau unterstützen, was jedoch nicht geschah. Die Sammlung des Museums wurde in Norddeutschland großräumig verstreut. Der FDE besitzt die meisten seiner Fahrzeuge noch, die jetzt in Schönberg (Endpunkt der Strecke aus Kiel), im Lokschuppen Aumühle und im Historischen Lokschuppen Wittenberge besichtigt werden können.
Nach dem Abriss der Brandruinen blieb auf dem Gelände nur die Drehscheibengrube übrig.

## Liste der Museumslokomotiven
Museumslokomotiven, die bis 1994 in Hamburg-Wilhelmsburg standen:
| Dampflokomotiven                 |         |                                |                                    |                                  |                                                         |                                                         |                                                                                 |                                         |
| Betriebsnr. / Name               | Baujahr | Hersteller / Fabriknummer      | Damaliger Eigentümer               | Heutiger Eigentümer              | Heutiger Standort                                       | Bemerkungen                                             | Damaliger Zustand                                                               | Heutiger Zustand                        |
| 44 594                           | 1941    | Krupp 2242                     | Freunde der Eisenbahn              | Privat                           | Historischer Lokschuppen Wittenberge                    | Kohlefeuerung                                           | Museumslok in gutem Zustand                                                     | Museumslok in mäßigem Zustand           |
| 78 468                           | 1923    | Henschel 20166                 | DB                                 | Förderverein Eisenbahn-Tradition | Bw Lengerich (Westfalen)                                | Wendezugsteuerung                                       | Museumslok in gutem Zustand                                                     | Betriebsfähige Museumslok               |
| 94 1692                          | 1923    | Schwartzkopff 8396             | Verkehrsmuseum Nürnberg            | DB AG                            | Bf Ilmenau                                              |                                                         | Museumslok in gepflegtem Zustand                                                | Museumslok in gepflegtem Zustand        |
| P.K.3 (Preußische T 3)           | 1902    | Stahlbahnwerke Freudenstein 89 | Freunde der Eisenbahn              | FDE                              | Lokschuppen Aumühle                                     | Prenzlauer Kreisbahnen „3“, Metallhüttenwerk Lübeck „5“ | Museumslok in gepflegtem Zustand (Überlegungen für betriebsfähige Aufarbeitung) | Museumslok in gutem Zustand             |
| Henschel 23485 / Holbum 1        | 1937    | Henschel 23485                 | FDE                                | Stiftung Hamburg Maritim         | Freunde der historischen Hafenbahn                      |                                                         | Museumslok in mäßigem Zustand                                                   | Museumslok in gepflegtem Zustand        |
| Dampfspeicherlok Nr. 2 / Sanella | 1934    | Jung 7041                      | FDE                                | Freunde der Hafenbahn            | Hafen Museum                                            |                                                         | Museumslokomotive in mäßigem Zustand                                            | Museumslokomotive in gutem Zustand      |
| Dampfspeicherlok HEW Schulau     | 1940    | Henschel 25598                 | VVM                                | ?                                | ?                                                       |                                                         | Museumslokomotive in gutem Zustand                                              | ?                                       |
| (38 1772)                        | 1915    | Schichau 2275                  | Privat (an VVM)                    | Stiftung SNdB                    | Museumseisenbahn Hanau                                  | Nur bis 1982 in Wilhelmsburg                            | Museumslok in gutem Zustand                                                     | Museumslok in gepflegtem Zustand        |
| Diesellokomotiven                |         |                                |                                    |                                  |                                                         |                                                         |                                                                                 |                                         |
| Kö 5033                          | 1943    | O&K 21498                      | FDE                                | VEFS                             | Verein zur Erhaltung und Förderung des Schienenverkehrs |                                                         | Museumslok in gutem Zustand                                                     | Betriebsfähige Museumslok               |
| Shell 1                          | 1936    | Jung 6966                      | Deutsche Shell AG                  | Deutsche Shell AG                | Aschersleben                                            |                                                         | Museumslokomotive in schlechten Zustand                                         | Museumslokomotive in schlechten Zustand |
| OMZ117R Nr. 1                    | 1937    | Deutz 17264                    | Freunde der Eisenbahn              | FDE                              | Aumühle                                                 |                                                         | Museumslok in gepflegtem Zustand                                                | Museumslok in schlechten Zustand        |
| Triebwagen                       |         |                                |                                    |                                  |                                                         |                                                         |                                                                                 |                                         |
| 137 137                          | 1935    | Waggonfabrik Dessau ?          | Freunde der Eisenbahn              | FDE                              | Lokschuppen Aumühle                                     |                                                         | Museumstriebwagen in gutem Zustand                                              | Museumstriebwagen in gutem Zustand      |
| 137 138                          | 1935    | Dessauer Waggonfabrik ?        | FDE                                | / Nach dem Brand verschrottet    | /                                                       |                                                         | Museumstriebwagen in gepflegtem Zustand                                         | /                                       |
| EBOE T 4                         | 1951    | Credé 30932                    | VVM                                | ?                                | ?                                                       |                                                         | ?                                                                               | ?                                       |
| U-Bahn 177/8040                  | 1914    | Waggonfabrik Falkenried ?      | VVM                                | FDE                              | Museumsbahnhof Schönberger Strand                       |                                                         | Museumstriebwagen in gutem Zustand                                              | Museumstriebwagen in schlechten Zustand |
| Anderes                          |         |                                |                                    |                                  |                                                         |                                                         |                                                                                 |                                         |
| Straßenbahn Triebwagen V6E 3657  | 1952    | Falkenried ?                   | Museum für Hamburgische Geschichte | Straßenbahnmuseum Skjoldenæsholm | Straßenbahnmuseum Skjoldenæsholm (Dänemark)             |                                                         | Museumstriebwagen in gepflegtem Zustand (betriebsfähig mit Akkuwagen)           | Betriebsfähiger Museumstriebwagen       |
| Bahndienstfahrzeug Klv 12-4894   | 1959    | IWK Lübeck 9364                | Privat                             | Privat                           | VVM (Schönberger Strand)                                |                                                         | Museumsfahrzeug in gepflegtem Zustand                                           | Museumsfahrzeug in gutem Zustand        |